# Vestsudeterne
Vestsudeterne eller De vestlige Sudeter (polsk: Sudety Zachodnie; tjekkisk: Krkonošská oblast; tysk: Westsudeten) er en geomorfologisk makroregion, der består af den vestlige del af Sudeternes underprovins på grænsen til Tjekkiet, Polen og Tyskland hovedsageligt  dannet af bjergkæder. De strækker sig fra floden  Bóbr i øst til Elben og Elbens sandstensbjerge i vest.

## Inddeling
Vestsudeterne er yderligere opdelt i mesoregioner (nummer angiver dets placering på infobokskortet):
- 1 – West Lusatian Hill Country og Uplands
- 2 – Øvre lusatiske Gefilde
- 3 – Lausitzer Bergland
- 4 – Zittau-bassinet
- 5 - Lausitzer Gebirge (inklusive Zittauer Gebirge )
- 6 – Izerskie Foothills
- 7 – Jizera-bjergene
- 8 – Ještěd–Kozákov Kammen
- 9 – Kaczawskie forbjergene
- 10 – Kaczawskie-bjergene
- 11 – Jelenia Góra-dalen
- 12 – Rudawy Janowickie
- 13 – Krkonose/Karkonosze-bjergene
- 14 – Forbjergene til Krkonose/Karkonosze-bjergene.
- 15 – Waldenburgbjergene